# مسجد ملا خطاب
مسجد ملا خطاب من مساجد بغداد القديمة، ويقع في الأعظمية في محلة الشيوخ وبابه تطل على شارع أبي الفداء ابن كثير، وهو مسجد قديم بني في عهد الدولة العثمانية ثم جدد بناؤه من قبل الملا خطاب بن عمر على أرض تبرع بها السيد محمد الجلبي وتبرع بثمن التعمير المحسن (عبد الرزاق محسوب الأعظمي) الذي كان يسكن بجوارهِ وذلك في عام 1933م، وكان الملا خطاب هو إمام المسجد لفترة طويلة وكان يدرس علوم القرآن والحديث فيهِ، وأعيد بناؤه في عقد الخمسينيات من القرن العشرين، وبني من الطابوق، ولا يحوي قبة ولا منارة، وتوجد به مئذنة فوق سطحه من الحديد تعلوها الأبواق، وفيهِ عدة مكتبات خشبية تحوي الكثير من كتب الفقه والدين.
وتبلغ مساحة المسجد أكثر من 700م2، ويحوي دار سكن للإمام والخطيب مساحتها 150م2 تقريبا، بالإضافة إلى غرفة للامام والمؤذن، ومرفقات أخرى مساحتها 150م2، فتصل المساحة الكلية إلى 1000م2، تقريباً. وحرم المسجد واسع يسع أكثر من 300 مصل، كما إن للمسجد طارمة مغطاة بسقف مبني من الطابوق ومصلى صيفي مسقف ومغطى، بالإضافة إلى مصلى خاص بالنساء له باب من خلف المسجد.
وفي سنة 1954م وقف عليهِ السيد محمد عبد القدوس نصف الدار المرقمة 9/2/17 في محلة الشيوخ على المسجد، كما في وقفيتهِ المؤرخة في 6 رمضان 1373هـ/ 9أيار 1954م، ووقفت السيدة أمينة بنت خضر الدار المرقمة 52ب 1/3 تسلسل 216/7 على المسجد أيضاً كما في وقفيتها المؤرخة في 21 تشرين الأول 1956م. ومن هاتين الوقفيتين الموجودتين في سجلات أرشيف وزارة الأوقاف ببغداد يستدل على أن بناء المسجد كان قبل عام 1954م. ولقد جدد بناء المسجد عدة مرات من قبل أهالي محلة الشيوخ وتقام فيهِ حالياً الصلوات الخمسة، والمسجد مستلم من قبل ديوان الوقف السني في العراق وحالته مضبوطة.
وذكر المؤرخ وليد الأعظمي في تاريخهُ: (عمّرَه أحد الولاة العثمانيين في القرن 13ھ، وجعل التولية عليه، الى السيد خطاب الأعظمي. وفي سنة 1943م، أشرف على تعميره الحاج عبد الرزاق محسوب الأعظمي (صانع ساعة الأعظمية)، وكان الدكتور تقي الدين الهلالي، يلقي فيهِ دروساً، في التفسير والحديث بعد صلاة المغرب، يومي الإثنين والخميس. وفي سنة 1970م جددت عمارته وزارة الأوقاف).
ومن أبرز الأئمة والخطباء الذين تقلدوا منصب الإمامة في المسجد:
- الملا خطاب.
- الشيخ مولود حسين مولود.
- الشيخ واثق العبيدي.
- المؤذن شامل.